# Herb Gardner
Herbert George „Herb“ Gardner (* 28. Dezember 1934 in Brooklyn, New York City, New York; † 25. September 2003 in New York City, New York) war ein US-amerikanischer Cartoonist, Dramatiker und Drehbuchautor.

## Leben
Herb Gardner begann seine Laufbahn als Cartoonist in den 1950er Jahren. Seine Comic-Strips The Nebbishes erschienen auf dem Höhepunkt seiner Karriere als Zeichner in der Zeitung The Chicago Tribune und in 60 bis 75 weiteren Publikationen. Sie wurden zudem als Poster und Postkarten äußerst beliebt, bevor sich Herb Gardner 1960 endgültig dem Schreiben zuwandte.
Bereits 1958 war Gardners erster und einziger Roman A Piece of the Action erschienen. Größeren literarischen Erfolg hatte er jedoch als Dramatiker 1962 mit der Uraufführung des Stücks Tausend Clowns (A Thousand Clowns). Für die gleichnamige Verfilmung des Stücks 1965 erhielt Herb Gardner eine Oscar-Nominierung für das beste adaptierte Drehbuch. Als bester männlicher Nebendarsteller wurde Martin Balsam mit dem Oscar ausgezeichnet. Weitere Stücke Herb Gardners wurden ebenfalls verfilmt: Bei The Goodbye People führte er 1984 selbst Regie, während Thieves, das 1974 am Broadhurst Theatre seine Uraufführung erlebte, 1977 unter anderem mit Hector Elizondo und Bob Fosse verfilmt wurde. Herb Gardner verfasste für beide Filme das Drehbuch. Ein weiteres Drehbuch, basierend auf einer 1968 entstandenen Kurzgeschichte Gardners, war Who Is Harry Kellerman and Why Is He Saying Those Terrible Things About Me? Die Hauptrolle des Films übernahm Dustin Hoffman.
Nach der Veröffentlichung des Einakterzyklus Life and/or Death 1979 erlebte Herb Gardner seinen größten kommerziellen Erfolg mit dem Stück I’m not Rappaport, das 1985 uraufgeführt wurde und in der Folgezeit am Broadway und im Londoner West End erfolgreich lief. Das Stück handelt von der Freundschaft der beiden alten New Yorker Nat und Midge, die sich in humorvollen und geistreichen Dialogen über die Irrungen und Wirrungen des Lebens, insbesondere des Alters, austauschen. Für I’m not Rappaport erhielt Herb Gardner unter anderem den Tony Award für das beste Stück des Jahres 1986. Die deutschsprachige Erstaufführung fand 1987 in Berlin statt. Die Komödie wurde ebenfalls verfilmt, die Figur des Juden Nat übernahm dabei Walter Matthau, die des Afroamerikaners Midge Ossie Davis.
Das autobiografische Stück Conversations with My Father erlebte seine Uraufführung 1992 und behandelt die Probleme der Assimilierung einer jüdischen Einwandererfamilie im New York der 1930er Jahre. Es wurde neben Thousand Clowns und I’m not Rappaport zum größten Erfolg des Dramatikers. Im Jahr 2000 erhielt Herb Gardner den Lifetime Achievement Award der Writers Guild of America.

## Werke
- A Piece of the Action New York 1958.
- A Thousand Clowns (dt.: Tausend Clowns) UA 1962
- The Goodbye People UA 1968
- Thieves (dt.: Diebe) UA 1974
- Life and/or Death UA 1979
- I’m not Rappaport (dt.: Ich bin nicht Rappaport) UA 1985
- Conversations with My Father (dt.: Gespräche mit meinem Vater) UA 1992

## Filmografie
- 1965: Tausend Clowns (A Thousand Clowns) – Vorlage, Drehbuch, beteiligter Produzent
- 1971: Wer ist Harry Kellerman? (Who Is Harry Kellerman and Why Is He Saying Those Terrible Things About Me?) – Vorlage, Koproduzent
- 1977: Ich habe recht und du bist schuld (Thieves) – Vorlage
- 1980: La Fraîcheur de l’aube – Vorlage (The Good-Bye People)
- 1984: The Goodbye People – Vorlage, Regie
- 1987: Square One TV – Produzent
- 1987: Ishtar – Darsteller
- 1996: Ich bin nicht Rappaport (I’m not Rappaport) – Vorlage, Regie